# Oscilador Harmônico Fracionário
O Oscilador Harmônico Fracionário é um dos melhores exemplos no qual a Modelagem Fracionária, feita via Cálculo Fracionário  traz uma descrição mais precisa da realidade comparada à equação de ordem inteira. Para isso, é necessário lembrar como funciona o Oscilador Harmônico Simples. 

## Resumo doOscilador Harmônico Simples
A equação diferencial associada a um Oscilador Harmônico, no caso de um sistema massa-mola é dada, a partir da Segunda Lei de Newton por. :
{\displaystyle m{\frac {d^{2}}{dt^{2}}}x(t)+c{\frac {d}{dt}}x(t)+kx(t)=g(t)},
na qual, temos um corpo de massa ‘‘m’’, no tempo ‘‘t’’, a partir da posição de equilíbrio, sujeito a uma força elástica, do tipo Hooke, ‘‘-kx(t)’’, uma força de amortecimento {\displaystyle c{\frac {d}{dt}}x(t)} e a uma força externa g(t), onde ‘‘c’’ e ‘‘k’’ são constantes positivas.
Analisa-se o particular caso na qual não conta com a presença de atritos, nem forças externas atuando sobre o sistema, sendo assim, a equação ficaria:
{\displaystyle m{\frac {d^{2}}{dt^{2}}}x(t)+kx(t)=0},
com as condições iniciais {\displaystyle x(0)=x_{0}} e {\displaystyle x^{\prime }(0)=0}.

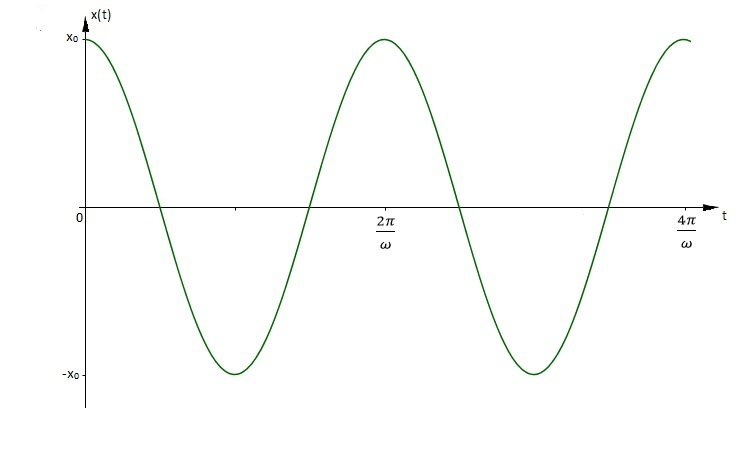
Gráfico da Solução do Oscilador Harmônico Simples

Aplicando a Transformada de Laplace obtém-se:
{\displaystyle ms^{2}F(s)-msx_{0}+kF(s)=0\implies F(s)=x_{0}{\frac {s}{s^{2}+{\omega _{0}}^{2}}}}  ,
na qual ‘‘F(s)’’ é a transformada de Laplace de ‘‘x(t)’’, ‘‘s’’ é o parâmetro da transformada e {\displaystyle {\omega _{0}}^{2}={\sqrt {k/m}}}.
Com a finalidade de recuperar a solução do problema, aplica-se a Transformada de Laplace Inversa na equação anterior, obtendo assim:
{\displaystyle x(t)=x_{0}cos({\omega _{0}}t)}.
Representado pelo gráfico ao lado:

## Oscilador Harmônico Fracionário
Quando a modelagem fracionária é aplicada em alguma equação diferencial, espera-se que ao diminuir a ordem da derivada, obtenha-se uma explicação melhor da realidade. 
Ao invés de considerar diferentes tipos de atrito na equação, substituímos a derivada de ordem 2, presente na equação do Oscilador harmônico simples por uma derivada no sentido de Caputo de ordem {\displaystyle \alpha }, com {\displaystyle 1<\alpha \leqslant 2}, com as condições iniciais {\displaystyle x(0)=0} e {\displaystyle x^{\prime }(0)=v_{0}}
Ainda com a equação de ordem inteira, 
{\displaystyle x^{\prime \prime }(t)+{\omega _{0}}^{2}x(t)=0} ou
{\displaystyle x^{\prime \prime }(t)=-{\omega _{0}}^{2}x(t)}.
Aplicando o operador Integral de Ordem 1 {\displaystyle (I^{1}f(t)=\int _{0}^{t_{1}}f(t)dt)}, para colocar a equação diferencial em forma de uma equação integral, temos:
{\displaystyle \int _{0}^{t}x^{\prime \prime }(t_{1})dt_{1}=-{\omega _{0}}^{2}\int _{0}^{t}x(t_{1})dt_{1}}
{\displaystyle x^{\prime }(t_{1})|_{0}^{t}=-{\omega _{0}}^{2}I^{1}[x(t)]}
{\displaystyle x^{\prime }(t)-x^{\prime }(0)=-{\omega _{0}}^{2}I^{1}[x(t)]}
{\displaystyle x^{\prime }(t)=x^{\prime }(0)-{\omega _{0}}^{2}I^{1}[x(t)]}
Aplicando {\displaystyle I^{1}} novamente: 
```

  

    

      

        

          
∫

          

            
0

          

          

            
t

          

        

        

          
x

          

            
′

          

        

        
(

        

          
t

          

            
1

          

        

        
)

        
d

        

          
t

          

            
1

          

        

        
=

        

          
∫

          

            
0

          

          

            
t

          

        

        

          
x

          

            
′

          

        

        
(

        
0

        
)

        
d

        

          
t

          

            
1

          

        

        
−

        

          

            

              
ω

              

                
0

              

            

          

          

            
2

          

        

        

          
∫

          

            
0

          

          

            
t

          

        

        

          
I

          

            
1

          

        

        
[

        
x

        
(

        
t

        
)

        
]

        
d

        

          
t

          

            
1

          

        

      

    

    
{\displaystyle \int _{0}^{t}x^{\prime }(t_{1})dt_{1}=\int _{0}^{t}x^{\prime }(0)dt_{1}-{\omega _{0}}^{2}\int _{0}^{t}I^{1}[x(t)]dt_{1}}

  

```

{\displaystyle x(t_{1})|_{0}^{t}=x^{\prime }(0)t_{1}|_{0}^{t}-{\omega _{0}}^{2}I^{2}[x(t)]}
{\displaystyle x(t)=x(0)+tx^{\prime }(0)-{\omega _{0}}^{2}I^{2}[x(t)]}
Convertemos a equação para trabalhar com o conceito de Integral Fracionária. Substituindo a ordem da Integral para uma de ordem não inteira, temos:
```

  

    

      

        
x

        
(

        
t

        
)

        
=

        
x

        
(

        
0

        
)

        
+

        
t

        

          
v

          

            
0

          

        

        
−

        

          

            

              
ω

              

                
0

              

            

          

          

            
α

          

        

        

          
I

          

            
α

          

        

        
[

        
x

        
(

        
t

        
)

        
]

      

    

    
{\displaystyle x(t)=x(0)+tv_{0}-{\omega _{0}}^{\alpha }I^{\alpha }[x(t)]}

  

.
```

Antes de aplicar a Transformada de Laplace, precisamos lembrar que:
{\displaystyle {\mathcal {L}}\left\{{x(t)}\right\}=X(s)}, na qual ‘‘s’’ é o parâmetro da transformada.
{\displaystyle I^{\alpha }f(t)={\phi }_{\alpha }*f(t)},
A integral fracionária é definida pelo produto de convolução{\displaystyle (*)} entre a função de Gel’fand Shilov  e ‘‘f(t)’’, daí temos que:
{\displaystyle I^{\alpha }f(t)={\frac {1}{\Gamma (\alpha )}}\int _{0}^{t}{\frac {f(\tau )}{(t-\tau )^{1-\alpha }}}d\tau }
Aplicando a Transformada, temos:
```

  

    

      

        
X

        
(

        
s

        
)

        
=

        

          

            

              
x

              

                
0

              

            

            
s

          

        

        
+

        

          

            

              
v

              

                
0

              

            

            

              
s

              

                
2

              

            

          

        

        
−

        

          

            

              
ω

              

                
0

              

            

          

          

            
2

          

        

        

          

            
L

          

        

        

          
{

          

            

              
ϕ

              

                
α

              

            

            
(

            
t

            
)

            
∗

            
x

            
(

            
t

            
)

          

          
}

        

      

    

    
{\displaystyle X(s)={\frac {x_{0}}{s}}+{\frac {v_{0}}{s^{2}}}-{\omega _{0}}^{2}{\mathcal {L}}\left\{\phi _{\alpha }(t)*x(t)\right\}}

  

```

{\displaystyle [1+{\omega _{0}}^{2}s^{-\alpha }]X(s)=x_{0}s^{-1}+v_{0}s^{-2}}
{\displaystyle X(s)=x_{0}{\frac {s^{\alpha -1}}{s^{\alpha }+{\omega _{0}}^{2}}}+v_{0}{\frac {s^{\alpha -2}}{s^{\alpha }+{\omega _{0}}^{2}}}}

Como :  {\displaystyle {\mathcal {L}}\left\{{t^{\beta -1}E_{\alpha ,\beta }(kt^{\alpha })}\right\}={\frac {s^{\alpha -\beta }}{s^{\alpha }-k}}} , se {\displaystyle \beta =1} e {\displaystyle k=-{\omega _{0}}^{\alpha }}, podemos aplicar a Transformada de Laplace Inversa, resultando em:
{\displaystyle x(t)=x_{0}E_{\alpha }(-({\omega _{0}}t)^{\alpha })+v_{0}tE_{\alpha ,2}(-({\omega _{0}}t)^{\alpha })},
onde {\displaystyle E_{\alpha }(z)} e  {\displaystyle E_{\alpha ,\beta }(z)} são as funções de Mittag-Leffler  com um e dois parâmetros respectivamente.
Para {\displaystyle v_{0}=0}
{\displaystyle x(t)=x_{0}E_{\alpha }(-({\omega _{0}}t)^{\alpha }).}
Tomando o limite:
{\displaystyle \lim _{{\alpha }\to 2}x(t)=x_{0}E_{2}(-({\omega _{0}}t)^{\alpha })}
{\displaystyle =\sum _{k=0}^{\infty }{\frac {(-1)^{k}({\omega _{0}}t)^{2k}}{\Gamma (2k+1)}}}
{\displaystyle =\sum _{k=0}^{\infty }{\frac {(-1)^{k}({\omega _{0}}t)^{2k}}{(2k)!}}}
{\displaystyle =x_{0}cos({\omega _{0}}t).}
Ou seja, recupera-se a solução do oscilador harmônico de ordem inteira.

## Representação Gráfica

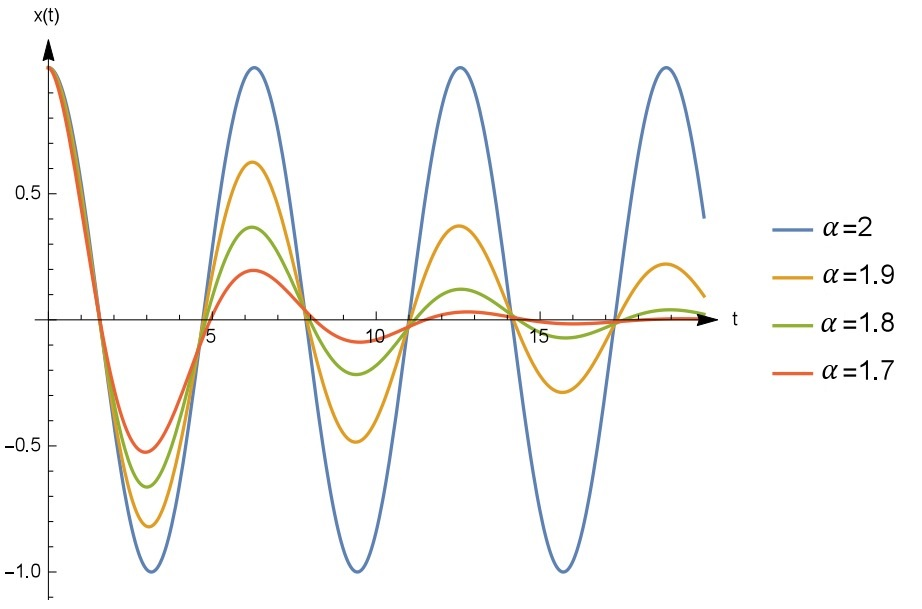
Gráfico de

A solução fracionária {\displaystyle x(t)=x_{0}E_{\alpha }(-({\omega _{0}}t)^{\alpha })} pode ser visualizada no gráfico, com diferentes valores para a ordem da derivada. Por conveniência toma-se {\displaystyle x_{0}=1}

É possível observar que para {\displaystyle \alpha =2} recupera-se a solução para o oscilador harmônico simples, e para {\displaystyle \alpha <2} obtém-se soluções parecidas com o oscilador harmônico amortecido. Assim, fica claro que a modelagem fracionária nos proporciona um detalhamento mais preciso da realidade.